# Loxothylacus longipilus
Loxothylacus longipilus är en kräftdjursart som först beskrevs av Hilbrand Boschma 1933.  Loxothylacus longipilus ingår i släktet Loxothylacus och familjen Sacculinidae. Inga underarter finns listade i Catalogue of Life.